# Strange Planet (série de televisão)
Strange Planet é um desenho animado para adultos de comédia e ficção científica baseada na webcomic homônima criada por Nathan W. Pyle. Co-criada com Dan Harmon. A série estreou em 9 de agosto de 2023 na Apple TV+.

## Premissa
Seres azuis exploram e tentam compreender as complexidades e nuances das características humanas.

## Elenco

### Principal
Todos os membros do elenco principal interpretam vários personagens que variam entre os episódios.
- Tunde Adebimpe
- Demi Adejuyigbe
- Lori Tan Chinn
- Danny Pudi
- Hannah Einbinder

### Convidados
- James Adomian
- Mamoudou Athie
- Yvette Nicole Brown
- D'Arcy Carden
- Colton Dunn
- Naomi Ekperigina
- Cynthia Erivo
- Fortuna Feimster
- Jo Firestone
- Theo Germaine
- Dallas Dente de Ouro
- Patti Harrison
- Jackie Hoffman
- Erika Ishii
- Jackie Kashian
- Ken Leung
- Riki Lindhome
- Billie Lourd
- X Maio
- Jéssica McKenna
- Novo Tawny
- Charlotte Nicdao
- Toks Olagundoye
- Bronson Pinchot
- Nathan W. Pyle
- Karan Soni
- Beth Stelling
- Nate Torrence
- Jerry Trainor
- Janete Varney
- Gary Anthony Williams
- Debra Wilson
- Cedric Yarbrough

## Produção
A série recebeu luz verde da Apple TV+ em junho de 2021, com Nathan W. Pyle colaborando com Dan Harmon para co-criar a série. Amalia Levari foi escolhida como a showrunner do desenho. Em julho de 2023, Tunde Adebimpe, Demi Adejuyigbe, Lori Tan Chinn, Danny Pudi e Hannah Einbinder foram escalados para o elenco.

## Lançamento
A série foi lançada em 9 de agosto de 2023.

## Recepção
Strange Planet recebeu críticas positivas dos críticos. O site agregador de resenhas Rotten Tomatoes relatou um índice de aprovação de 81% com média de 6,3/10 com base em 27 resenhas. O consenso dos críticos do site diz: "Aproveitando sua presunção alienígena para fazer observações astutas sobre a sociedade, Strange Planet é ironicamente divertido e razoavelmente humano". Alan Sepinwall da Rolling Stone elogiou o programa por seu "nível confiável de doçura", ao mesmo tempo em que observou que a maior parte de seu humor "atinge o nível de diversão irônica e não muito mais, não muito diferente da experiência de ler uma história em quadrinhos, sorrindo e dizendo: 'Entendi', sem realmente rir.“ Lucy Mangan do The Guardian deu ao programa 3 estrelas de 5, opinando que a premissa da história em quadrinhos se desgastava muito durante uma temporada com dez episódios de 25 minutos. Em uma crítica menos favorável, Maya Phillips do The New York Times considerou os momentos cômicos do programa mais desiguais e menos interessantes do que suas reflexões filosóficas, escrevendo: "Na maioria das, 'Strange Planet' é fofo e encantador".